# Antarctoscyphus spiralis
Antarctoscyphus spiralis är en nässeldjursart som först beskrevs av Sydney John Hickson och Gravely 1907.  Antarctoscyphus spiralis ingår i släktet Antarctoscyphus och familjen Sertulariidae.
Artens utbredningsområde är Södra Ishavet. Inga underarter finns listade i Catalogue of Life.